# Pierre Vercheval
Pierre Vercheval (né le 22 novembre 1964) est un joueur de football canadien et animateur de télévision québécois d'origine belge. Au cours d'une carrière de 14 ans dans la Ligue canadienne de football, il a été choisi six fois au sein de l'équipe d'étoiles de la ligue, et a été le premier joueur francophone nommé au Temple de la renommée du football canadien. Depuis sa retraite comme joueur, il poursuit une carrière d'animateur à RDS comme spécialiste du football canadien, du football américain et du football universitaire.

## Carrière scolaire
Pierre Vercheval est né à Rocourt, maintenant un quartier de Liège, mais est arrivé au Canada avec sa famille avant son premier anniversaire. Il grandit à Sainte-Foy, maintenant un arrondissement de Québec, et fait ses premières armes au football en 1980 avec les Alérions du Petit Séminaire de Québec. Au niveau collégial, il fréquente le Cégep de Trois-Rivières où il joue pour les Diablos, qu'il aide à remporter le Bol d'or, le championnat québécois de football scolaire, dans sa plus forte division, le Collégial AAA, en 1982 et 1983. 
Il choisit ensuite de s'inscrire à l'Université Western Ontario de London (Ontario) à cause de la bonne réputation de son programme de football canadien, et pour perfectionner son anglais. Jouant avec les Mustangs en 1984, 1986 et 1987, il est cette dernière année récipiendaire du trophée J.P. Metras remis au meilleur joueur de ligne offensive du football canadien universitaire. Entretemps, il joue en 1985 avec les Citadelles de Québec de la Ligue de football junior du Québec (en).

## Carrière professionnelle
Pierre Vercheval a été choisi au deuxième tour (17e au total) par les Eskimos d'Edmonton lors du repêchage de la LCF en 1987. Il a cependant choisi de faire un essai au camp d'entraînement des Patriots de la Nouvelle-Angleterre en 1988, mais n'a pas été retenu. Il a alors signé pour les Eskimos avec lesquels il a joué jusqu'en 1992, obtenant cette année-là sa première nomination sur l'équipe d'étoiles de la ligue. Devenu agent libre, il tente de nouveau sa chance dans la NFL avec les Lions de Détroit, mais une fois de plus n'est pas retenu. Il signe alors avec les Argonauts de Toronto en août 1993 et passe les cinq saisons suivantes avec les Argos. Avec ceux-ci, il remporte la coupe Grey à deux reprises, en 1996 et 1997. Il est encore nommé sur l'équipe d'étoiles de la LCF en 1994 et 1997. 
À la fin de ce contrat, Vercheval est de nouveau agent libre et s'entend avec les Alouettes de Montréal en 1998. Durant son séjour à Montréal, il est nommé sur l'équipe d'étoiles en 1998, 1999 et 2000, portant son total de nominations à six, mais surtout est élu meilleur joueur de ligne offensive de la LCF en 2000.
Pierre Vercheval prend sa retraite comme joueur en avril 2002. Il aura pris part à 212 matchs dans la LCF, un record pour un joueur québécois.

## Carrière dans les médias
Comme il se sent à l'aise devant une caméra, Pierre Vercheval envisage une nouvelle carrière comme animateur de télévision. Dès l'annonce de sa retraite, il est engagé par le Réseau des sports (RDS) comme analyste des matchs de football canadien et américain. En date de 2025, il tient toujours ce rôle. Il a aussi été chroniqueur de football à la station de radio CKAC de Montréal, et a tenu une chronique au Journal de Montréal jusqu'en 2012.

## Trophées et honneurs
- Équipe d'étoiles de la division Est : 1994, 1997 à 2000
- Équipe d'étoiles de la division Nord : 1995
- Équipe d'étoiles de la division Ouest : 1992
- Équipe d'étoiles de la Ligue canadienne de football : 1992, 1994, 1997 à 2000
- Meilleur joueur de ligne offensive de la LCF : 2000
- Trophée Léo-Dandurand (meilleur joueur de ligne offensive de la division Est) : 2000
- Intronisé sur le Mur des champions (Wall of Champions) des Mustangs de l'Université Western Ontario en 2005[9].
- Intronisé au Temple de la renommée du football canadien en 2007.